# ليو هو
ليو هو (بالصينية: 刘虎) هو صحفي صيني، ولد في 7 سبتمبر 1975 في Yubei, Chongqing ‏ في الصين.